# Résolution 317 du Conseil de sécurité des Nations unies
Membres permanents
- Chine
- États-Unis
- France
- Royaume-Uni
- URSS

Membres non permanents
- Argentine
- Belgique
- Guinée
- Inde
- Italie
- Japon
- Panama
- Somalie
- Soudan
- Yougoslavie

Résolution no 316 Résolution no 318
La résolution 317 du Conseil de sécurité des Nations unies est adoptée à 14 voix et 1 abstention lors de la 1 653e séance du Conseil de sécurité des Nations unies le 21 juillet 1972, à la suite de la résolution 316, le Conseil a déploré le fait que, malgré ses efforts, les militaires syriens et libanais enlevés par les forces armées israéliennes en territoire libanais le 21 juin dernier n'ont pas été libérés. Le Conseil a demandé au président du Conseil de sécurité et au secrétaire général de redoubler d'efforts pour mettre en œuvre la résolution et a appelé Israël à restituer sans délai le personnel syrien et libanais.
La résolution a été adoptée par 14 voix ; les États-Unis se sont abstenus de voter.

### Sources
- (en) Cet article est partiellement ou en totalité issu de l’article de Wikipédia en anglais intitulé « United Nations Security Council Resolution 317 » (voir la liste des auteurs).

### Texte
- Résolution 317 sur fr.wikisource.org
- Résolution 317 sur en.wikisource.org